# Boshi-Aiiku-kai
Die Boshi-Aiiku-Kai ist eine japanische Wohlfahrtsgesellschaft mit dem Ziel, die Gesundheit und das Wohlergehen von Kindern und Müttern zu fördern. Sie wurde 1939 auf Anregung des Kaisers Hirohito gegründet. Ein Tätigkeitsschwerpunkt ist die Forschung zum Thema Gesundheit von Mutter und Kind. Die amtierende Präsidentin ist seit 2010 die Kronprinzessin Akishino, sie löste Prinzessin Mikasa ab, die das Amt von 1948 an bekleidete.